# Vranjska, Bileća
Vranjska je naselje v občini Bileća, Bosna in Hercegovina. 

## Deli naselja
Dunđeri, Hrnjezi, Jasenje, Kašikovići, Kešelji, Novčići, Ostrvica, Radovići, Tamindžići, Trenslova, Vranjska in Vujevići.

## Prebivalstvo
| Pregled števila prebivalcev po letih | Pregled števila prebivalcev po letih | Pregled števila prebivalcev po letih | Pregled števila prebivalcev po letih | Pregled števila prebivalcev po letih | Pregled števila prebivalcev po letih |
| ------------------------------------ | ------------------------------------ | ------------------------------------ | ------------------------------------ | ------------------------------------ | ------------------------------------ |
| 1948                                 | 1953                                 | 1961                                 | 1971                                 | 1981                                 | 1991                                 |
| -                                    | -                                    | -                                    | 410                                  | 270                                  | 186                                  |

| Narodna sestava prebivalstva po letih                                                                                      | Narodna sestava prebivalstva po letih                                                                                      | Narodna sestava prebivalstva po letih                                                                                      |
| --- | --- | --- |
| 1971 | 1981 | 1991 |
| . skupaj: 410 Srbi 404 (98,53 %) Muslimani 3 (0,73 %) Hrvati 0 (0,00 %) Jugoslovani 0 (0,00 %) drugi in neznano 3 (0,73 %) | . skupaj: 270 Srbi 263 (97,40 %) Muslimani 1 (0,37 %) Hrvati 0 (0,00 %) Jugoslovani 0 (0,00 %) drugi in neznano 6 (2,22 %) | . skupaj: 186 Srbi 185 (99,46 %) Hrvati 0 (0,00 %) Muslimani 0 (0,00 %) Jugoslovani 0 (0,00 %) drugi in neznano 1 (0,53 %) |